# Норис Кол
Норис Кол (енгл. Norris Cole; Дејтон, 13. октобар 1988) је амерички кошаркаш. Игра на позицији плејмејкера.

## Каријера
Кол је своју колеџ каријеру провео на универзитету Кливленд стејт где је играо од 2007. до 2011. године. На својој последњој години студија, бележио је у просеку 21,7 поена, 5,8 скокова и 5,3 асистенција.
На НБА драфту 2011. године је изабран као 28. пик од стране Чикаго булса. Убрзо је прослеђен Минесота тимбервулвсима, који су га послали у Мајами хит. У првом мечу Мајамија те сезоне на свом терену, Кол је постигао 20 поена и забележио по 4 скока и асистенције с тим што је у последњој четвртини постигао чак 14 поена за победу свог клуба над Бостон селтиксима. Своју прву сезону у НБА је завршио са просеком од 6,8 поена и 2 асистенције, учешћем на утакмици звезда у успону, где је уписао 18 поена и 6 успешних проигравања, и, надасве, шампионским прстеном (4:1 у финалној серији против Оклахоме).
И у својој другој сезони је освојио НБА прстен, Мајами је савладао Сан Антонио спарсе са 4:3 у финалу. У другој сезони Кол је бележио просечно 5,6 поена и 2,1 асистенције по мечу. И у својој трећој сезони у најјачој лиги света, Кол је играо у НБА финалу, али није успео да освоји трећу узастопну титулу. Мајамију су се на путу ка новој титули испречили Сан Антонио спарси, реванширајући им се за пораз из претходне године. Кол је у сезони 2013/14. имао просек од 6,4 поена и 3 асистенције.
У фебруару 2015. године је трејдован у Њу Орлеанс пеликансе, где је у првој сезони са 9,9 поена и 3,2 асистенције, допринео пласману Пеликана у доигравање у којем су у првом кругу испали од будућег шампиона Голден Стејт вориорса. У јуну 2015. године Кол је потписао једногодишњи уговор са Њу Орлеансом, вредан 3 милиона долара, а у сезони 2015/16. је имао још боље цифре: 10,6 поена, 3,7 асистенција и 3,4 ухваћене лопте и кошгетерски рекорд своје НБА каријере од 26 поена протв Кливленда 6. фебруара 2016. године.
У октобру 2016. године се сели у Кину и потписује за екипу Шандонга. У најмногољуднијој земљи је одиграо девет мечева за Шандонг (19 поена и 4 асистенције у просеку), након чега се 1. марта 2017. године вратио у НБА, и потписао за Оклахома Сити Тандер, где је на 13 утакмица у сезони 2016/17. бележио 3,3 поена по мечу.
У августу 2017. је потписао уговор са Макабијем из Тел Авив. У дресу Макабија је на 28 евролигашких утакмица бележио просечно 12,6 поена и 3,8 асистенција по мечу. Освојио је Првенство и Лига куп Израела.
У августу 2018. је потписао уговор са италијанским Авелином. Кол је на дебију у ФИБА Лиги шампиона забележио 34 поена у победи против Нижњег Новгорода, што му је донело признање за МВП првог кола. У Авелину је бележио 16 поена и 6 асистенција у просеку, након чега је због финансијских проблема клуба у децембру 2018. раскинуо уговор. Истог дана када је раскинуо уговор са Авелином, потписао је уговор са екипом подгоричке Будућности. Са екипом Будућности је освојио Куп Црне Горе 2019. године. Након завршетка сезоне у Јадранској лиги, Колу је истекао уговор па је напустио клуб.
Сезону 2019/20. је провео у Монаку, а наредну 2020/21. је провео у екипи Асвела.

## Успеси

### Клупски
- Мајами хит:
  - НБА (2): 2011/12, 2012/13.
- Макаби Тел Авив:
  - Првенство Израела (1): 2017/18.
  - Лига куп Израела (1): 2017.
- Будућност:
  - Куп Црне Горе (1): 2019.